# IC 4936
IC 4936 — галактика типу SBd () у сузір'ї Павич.
Цей об'єкт міститься в оригінальній редакції індексного каталогу.